# سليولوز
السليولوز أو سليلوزان أو السَّلولوز أو الخليُّوز هو سكر عديد ويكون المركب الأساسي في الخلايا النباتية وبالذات في جدار الخلية النباتية، وهو كذلك موجود في جميع أنسجة النباتات، والسليولوز مثل النشا هو عبارة عن كربوهيدرات معقدة ويتم الحصول على سليولوز القطن من ألياف القطن. وهو يتكون من مئات أو حتى آلاف من بيتا جلوكوز.
السليولوز يعتبر من أوفر المركبات الكيميائية على وجه الأرض وأكثرها رواجا. حيث يشكل قرابة 33% من بنية النباتات، وفي نبات كالقطن يمثل 80% من بنيته، و 50% في الخشب. ويشكل المادة الخام الأساسية في كثير من الصناعات المختلفة مثل صناعة الورق واللدائن والمنسوجات النباتية والمتفجرات عالية القدرة.

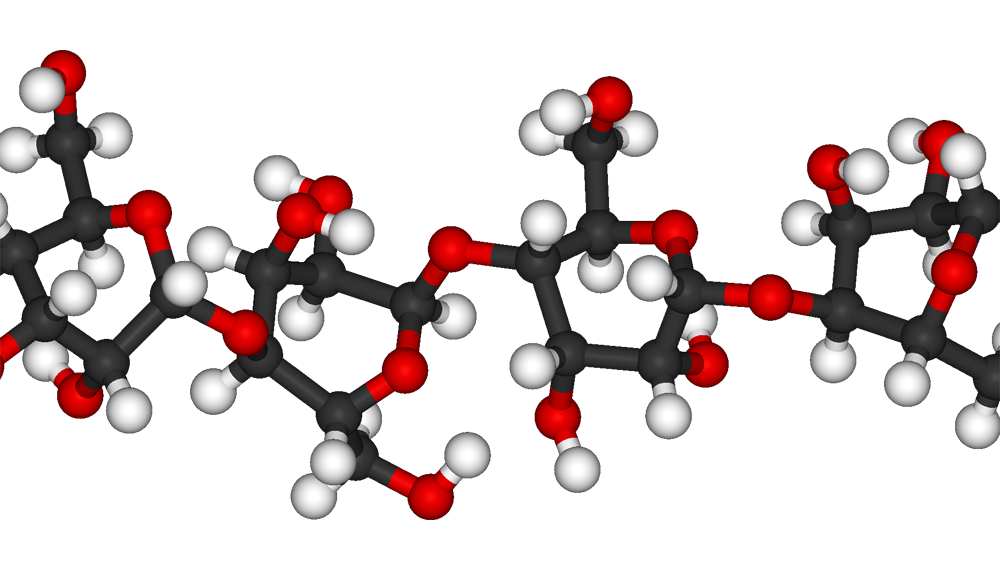
تمثيل ثلاثي الأبعاد للسليولوز

السليولوز من الكربوهيدرات (السكريات) لكن طعمه ليس حلواً كباقي السكريات. وهو يعد من السكريات العديدة المكوّنة من نوع واحد من السكريات الأحادية (الجلوكوز)، 
هذا ويوجد السليولوز وسكريات معقدة أخرى في جدران خلايا النباتات ويمتاز السليولوز كما السكريات المعقدة الأخرى بعدم قابليتها للذوبان في الماء وعدم نفاذيتها من خلال أغشية الخلايا وكان يعتقد بأن الزائدة الدودية تقوم بهضم مادة السيليلوز في الوقت الماضي.
في عام 1838 أطلق أنسيلم باين اسم السليلوز على المادة التي تتألف منها جدران الخلايا النباتية. ولكن السليلوز لا يوجد في الطبيعة بحالة نقية أبدا. وتعتبر ألياف القطن هي الأنقى من وجهة نظر سليلوزية، فهي تحتوي على ما يقارب 5% فقط من المواد الغريبة بعد وضع المحتوى المائي بعين الاعتبار. ولكن في الخشب وسوق النباتات والأوراق وما شابه يرتبط السليلوز بمواد أخرى مثل الليغنين وما يسمى افتراضًا بالهيميسليلوز وبكميات ذات وزن ملحوظ.
تصل نسبة السيللوز في الخشب 40 – 55%، 15 – 35 ليغنين، 25 – 40% هيميسليلوز.
وإن الهيميسليلوز لا يتشابه مع السليلوز من ناحية تركيبه، وهو يتألف من مجموعة (السكاكر العديدة – ما عدا البكتين) والتي تبقى مرتبطة مع السليلوز بعد إزالة الليغنين.
وإن الخشب بعد إذابة الليغنين يسمى هولوسليلوز. ولعزل الهيميسليلوز عن الهولوسليلوز يجب استخدام المحاليل القلوية.
ويسمى السليلوز التجاري باسم R10 وهو يوازي عمليا اسم ألفا – سليلوز.
مصادر السيللوز الطبيعية هي: الألياف النباتية والتي ينتج منها مليارات الأطنان سنويا عن طريق التركيب الضوئي. بعض المتعضيات البحرية مثل الغلاليات. السليلوز الكوني والذي يمكن جمعه بمقادير ضئيلة وبكلفة عالية من الفضاء.

## التاريخ
اكتشف السليلوز في عام 1838 من قبل الكيميائي الفرنسي أنسيلم باين، الذي عزله من المواد النباتية وحدد صيغته الكيميائية. استخدم السليلوز لإنتاج أول بوليمر ترموبلاستيكي ناجح، وهو السليولويد، بواسطة شركة هايات للتصنيع في عام 1870. وبدأ إنتاج الرايون (الحرير الصناعي) من السليلوز في تسعينيات القرن التاسع عشر وقد اخترع السيلوفان في عام 1912. حدد هيرمان ستودينجر بنية البوليمر للسليلوز في عام 1920. صنع المركب كيميائيًا لأول مرة (بدون استخدام أي إنزيمات مشتقة بيولوجيًا) في عام 1992، بواسطة كوباياشي وشودا.

## البنية والخصائص
ليس للسليلوز طعم ولا رائحة، وهو محب للماء بزاوية تلامس تتراوح بين 20 و30 درجة، وهو غير قابل للذوبان في الماء ومعظم المذيبات العضوية، وهو كيرالي وقابل للتحلل البيولوجي. وقد ثبت أنه يذوب عند 467 درجة مئوية في اختبارات النبض التي أجراها داونهاور وآخرون عام 2016. يمكن تقسيمه كيميائيًا إلى وحدات الجلوكوز عن طريق معالجته بأحماض معدنية مركزة عند درجة حرارة عالية.
يشتق السليلوز من وحدات الجلوكوز D، والتي تتكثف من خلال روابط ( β(1→4 -جليكوسيدية. يتناقض هذا النمط من الارتباط مع الروابط ( α(1→4-جليكوسيدية الموجودة في النشا والجليكوجين. السليلوز عبارة عن بوليمر سلسلة مستقيمة. على عكس النشا، لا يحدث التفاف أو تفرع ويتبنى الجزيء تكوينًا ممتدًا وصلبًا إلى حد ما يشبه القضيب، بمساعدة التكوين الاستوائي لبقايا الجلوكوز. تشكل المجموعات الهيدروكسيلية المتعددة على الجلوكوز من سلسلة واحدة روابط هيدروجينية مع ذرات الأكسجين على نفس السلسلة أو على سلسلة مجاورة، ما يربط السلاسل معًا بقوة جنبًا إلى جنب ويشكل أليافًا دقيقة ذات قوة شد عالية. يمنح هذا قوة شد في جدران الخلايا حيث تدمج ألياف السليلوز الدقيقة في مصفوفة عديد السكاريد. تنشأ أيضًا قوة الشد العالية لسيقان النباتات وخشب الأشجار من ترتيب ألياف السليلوز الموزعة بشكل وثيق في مصفوفة اللجنين. يمكن مقارنة الدور الميكانيكي لألياف السليلوز في مصفوفة الخشب المسؤولة عن مقاومتها البنيوية القوية، إلى حد ما بدور قضبان التسليح في الخرسانة، حيث يلعب اللجنين هنا دور عجينة الأسمنت المتصلبة التي تعمل كغراء بين ألياف السليلوز. ترتبط الخصائص الميكانيكية للسليلوز في جدار الخلية النباتية الأولية بنمو وتوسع الخلايا النباتية. تعد تقنيات المجهر الفلوري الحي واعدة في التحقيق في دور السليلوز في نمو الخلايا النباتية.
مقارنة بالنشا، فإن السليلوز أكثر تبلورًا أيضًا. بينما يخضع النشا لانتقال بلوري إلى غير متبلور عند تسخينه إلى ما يزيد عن 60-70 درجة مئوية في الماء (كما هو الحال في الطهي)، يتطلب السليلوز درجة حرارة 320 درجة مئوية وضغط 25 ميغا باسكال ليصبح غير متبلور في الماء.
هناك عدة أنواع معروفة من السليلوز. تتميز هذه الأشكال باختلاف موقع الروابط الهيدروجينية بين الخيوط وداخلها. السليلوز الطبيعي هو السليلوز I، مع البنيتين Iα وIβ. السليلوز المنتج بواسطة البكتيريا والطحالب غني بـ Iα بينما يتكون السليلوز من النباتات العليا بشكل أساسي من Iβ. السليلوز في ألياف السليلوز المتجددة هو السليلوز II. تحويل السليلوز I إلى السليلوز II غير قابل للعكس، ما يشير إلى أن السليلوز I غير مستقر والسليلوز II مستقر. مع العديد من المعالجات الكيميائية، من الممكن إنتاج البنيتين السليلوز III والسليلوز IV.
تعتمد العديد من خصائص السليلوز على طول سلسلته أو درجة البلمرة، أي عدد وحدات الجلوكوز التي تشكل جزيء بوليمر واحد. يبلغ طول سلسلة السليلوز من لب الخشب عادةً ما بين 300 و1700 وحدة؛ وتتراوح أطوال سلسلة القطن والألياف النباتية الأخرى وكذلك السليلوز البكتيري من 800 إلى 10000 وحدة. تعرف الجزيئات ذات طول السلسلة الصغير جدًا الناتجة عن تحلل السليلوز باسم السيلودكسترين؛ وعلى النقيض من السليلوز طويل السلسلة، فإن السيلودكسترين قابل للذوبان عادة في الماء والمذيبات العضوية.
الصيغة الكيميائية للسليلوز هي (C6H10O5) n حيث n هي درجة البلمرة وتمثل عدد مجموعات الجلوكوز.
يوجد السليلوز المشتق من النباتات عادةً في خليط مع الهيميسليلوز واللجنين والبكتين ومواد أخرى، في حين أن السليلوز البكتيري نقي تمامًا، ويحتوي على نسبة ماء أعلى بكثير وقوة شد أعلى بسبب أطوال السلسلة الأعلى.
يتكون السليلوز من ألياف ذات مناطق بلورية وغير متبلورة. يمكن تخصيص ألياف السليلوز هذه عن طريق المعالجة الميكانيكية للب السليلوز، غالبًا بمساعدة الأكسدة الكيميائية أو المعالجة الأنزيمية، ما ينتج ألياف نانوية من السليلوز شبه مرنة يبلغ طولها عمومًا من 200 نانومتر إلى 1 ميكرومتر اعتمادًا على شدة المعالجة. يمكن أيضًا معالجة لب السليلوز بحمض قوي لتحليل مناطق الألياف غير المتبلورة، وبالتالي إنتاج بلورات نانوية قصيرة من السليلوز الصلبة يبلغ طولها بضع مئات من النانومتر. تتمتع هذه النانوسليلوزات بأهمية تقنية عالية بسبب تجميعها الذاتي في بلورات سائلة كولسترولية، وإنتاج الهلاميات المائية أو الهلاميات الهوائية، واستخدامها في المركبات النانوية ذات الخصائص الحرارية والميكانيكية الفائقة، واستخدامها كمثبتات بيكرينج للمستحلبات.

## اقرأ أيضاً
- سليولوز دقيق التبلور